# Gonzalo Galván Castillo
Gonzalo Galván Castillo (ur. 19 stycznia 1951 w León, zm. 22 listopada 2020 tamże) – meksykański duchowny rzymskokatolicki, w latach 2004–2015 biskup Autlán.

## Życiorys
Święcenia kapłańskie przyjął 17 lipca 1977 i został inkardynowany do diecezji Leónu. Był m.in. wykładowcą seminarium, sędzią kościelnym oraz wikariuszem biskupim dla stolicy diecezji.
26 października 2004 został prekonizowany biskupem Autlán. Sakrę biskupią otrzymał 14 grudnia 2004. 25 czerwca 2015 zrezygnował z urzędu.